# Kuehn Malvezzi
Kuehn Malvezzi ist ein deutsches Architekturbüro, das 2001 von Johannes Kuehn, Wilfried Kuehn und Simona Malvezzi in Berlin gegründet wurde.

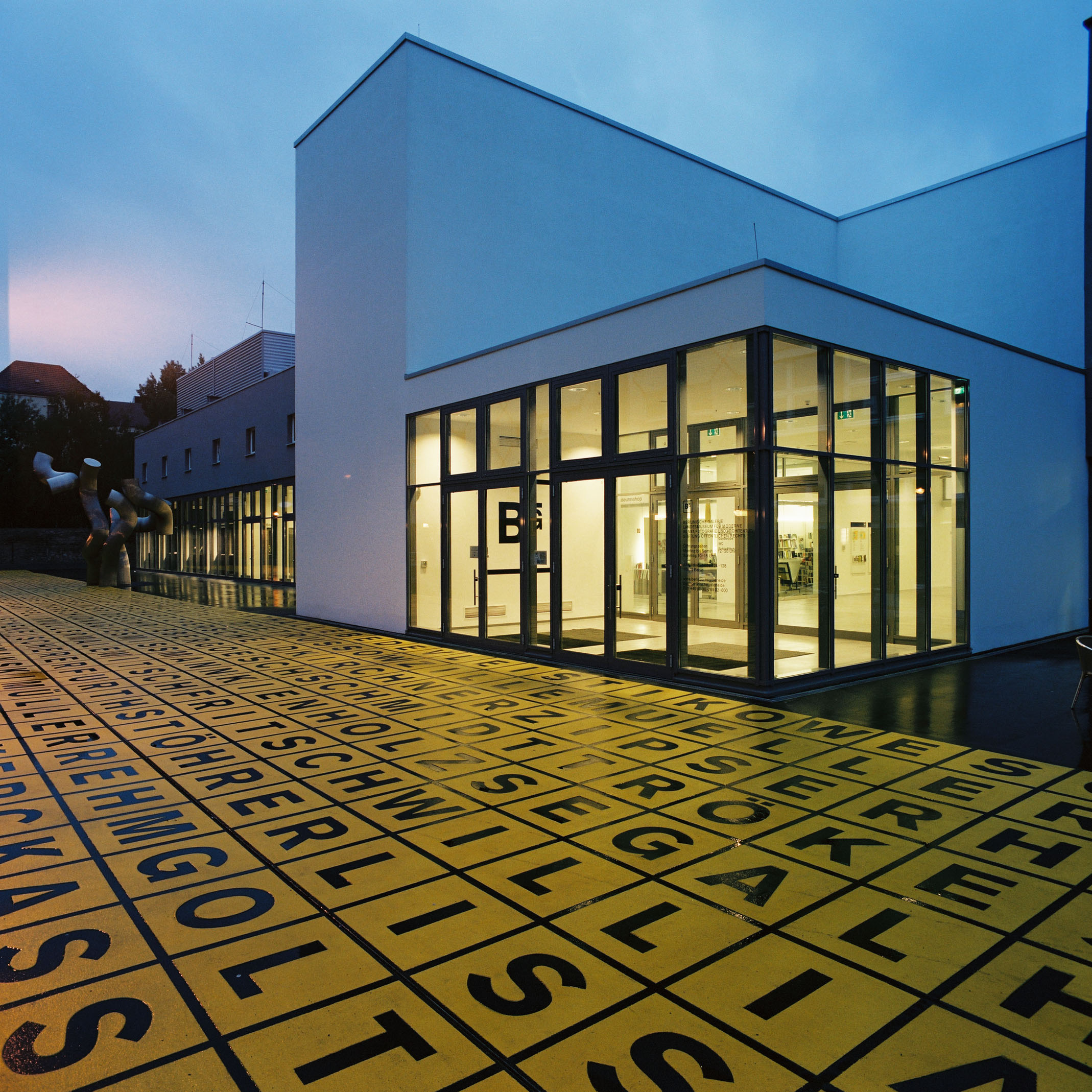
Außenbereich der Berlinischen Galerie

## Geschichte

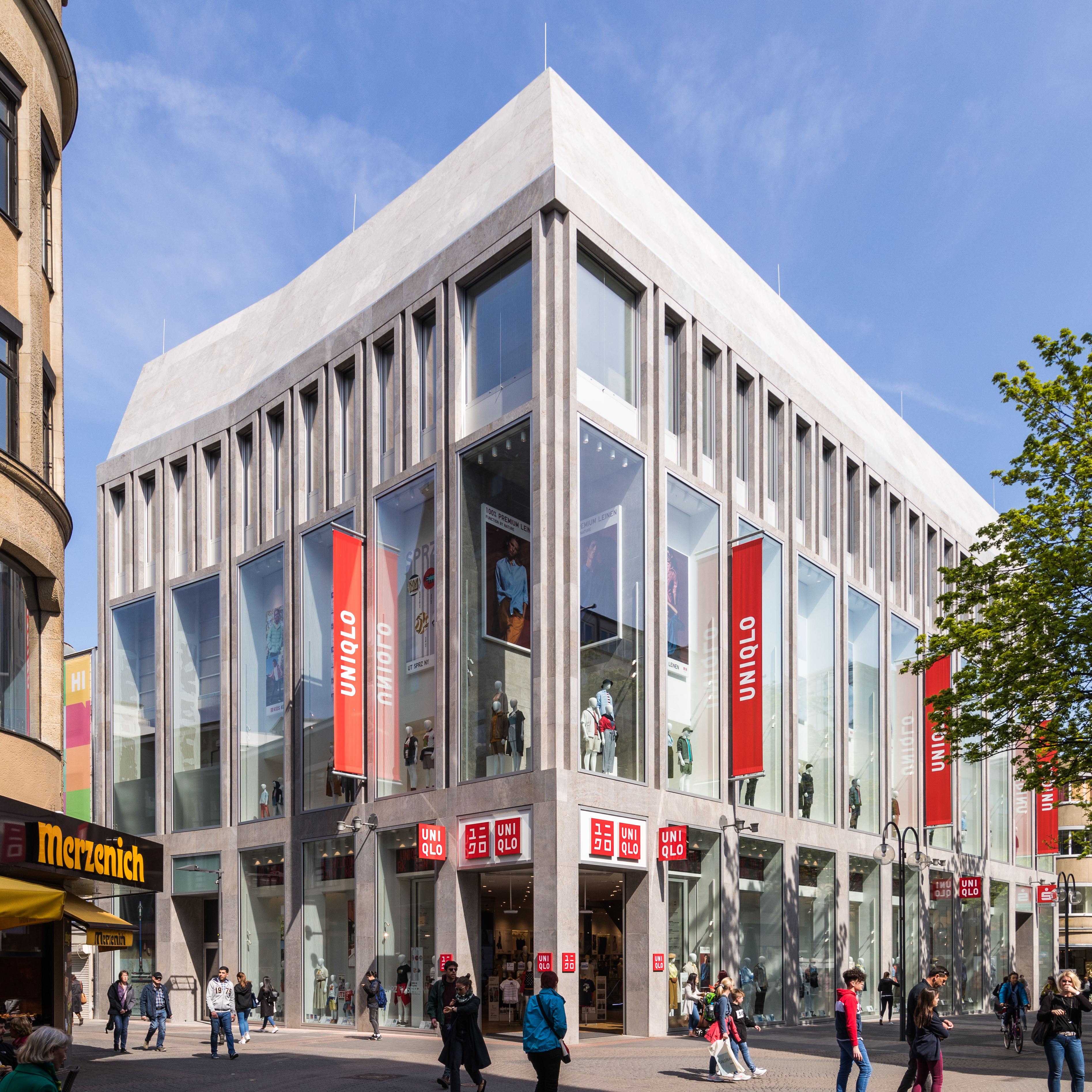
Geschäftshaus 52HI in Köln

Nach der Gründung 2001 gehörten die Räume der Documenta 11 in Kassel zu einem der ersten Aufträge. Es folgten unter anderem 2004 der Erweiterungsbau des Hamburger Bahnhof – Museum für Gegenwart für die Friedrich Christian Flick Collection in Berlin, 2007 die Julia Stoschek Collection in Düsseldorf und 2012 die Erweiterung des Museum Berggruen in Berlin. Besondere Aufmerksamkeit erlangte 2008 der Beitrag zum Wettbewerb des Humboldt Forums in Berlin. Die kritische Auseinandersetzung des Büros mit dem Wiederaufbau des Berliner Stadtschlosses wurde mit dem Sonderpreis der Jury sowie dem Deutschen Kritikerpreis in der Kategorie Architektur ausgezeichnet.
Daneben war Kuehn Malvezzi für die architektonische Gestaltung der Neupräsentation verschiedener historischer und zeitgenössischer Sammlungen verantwortlich, darunter das Herzog Anton Ulrich-Museum in Braunschweig und das Kunstgewerbemuseum Berlin.
Neben Museen entwirft Kuehn Malvezzi aber auch andere öffentliche Bauten, so etwa das interreligiöse House of One in Berlin. Auf den historischen Grundmauern der frühesten Kirche Berlins am Petriplatz werden derzeit unter einem Dach eine Synagoge, eine Kirche und eine Moschee errichtet. In Botanischen Garten von Montreal entsteht das Insektariums nach Kuehn Malvezzis Plänen.
Kuehn Malvezzi nahm an zahlreichen Biennalen teil, unter anderem der Architekturbiennale Venedig, der Manifesta 7 in Trient sowie der 1. Architekturbiennale in Chicago 2015.

## Partner
Wilfried Kuehn lehrt seit 2018 Professor für Raumgestaltung und Entwerfen an der TU Wien.
Johannes Kuehn lehrt seit 2016 Professor für Baukonstruktion und Entwerfen an der Bauhaus-Universität Weimar.

## Projekte (Auswahl)
- PHI Contemporary, Montreal, Kanada, Umbau und Neubau für eine Zeitgenössische Kunst-Institution, mit Pelletier de Fontenay und Jodoin Lamarre Pratte architectes, (Wettbewerb 1. preis, 2022)[15]
- Bâtiment d’art contemporain (BAC), Genf, Neugliederung und Sanierung, mit CCHE Genève, (Wettbewerb 1. preis, 2022)[16]
- Insektarium Montreal, Museum für Insekten im Botanischen Garten, mit Pelletier de Fontenay und Jodoin Lamarre Pratte architectes, 2022 (Wettbewerb 1. preis, 2014)[17]
- Holzmarktstraße, Berlin, Neubau Büro- und Geschäftshaus, Baubeginn 2022[18]
- Hartenbergpark Mainz, Wohnquartier (Wettbewerb 1. Preis, 2016)[19]
- X-D-E-P-O-T, Die Neue Sammlung – The Design Museum, Pinakothek der Moderne, München, 2020[20]
- ZAC Saint-Vincent-de-Paul, Lot Petit, Wohnquartier, Paris, mit Nicholas Dorval-Bory und Plan Común, Baubeginn 2023 (Wettbewerb 1. Preis 2019)[21]
- Verwaltungsgebäude mit Dachgewächshaus, Oberhausen 2019[22]
- PalaisPopulaire Deutsche Bank, Umbau Prinzessinenpalais, Berlin, 2018[23]
- HI52, Geschäftshaus Hohe Straße, Köln 2018[24]
- Erweiterung Moderne Galerie, Saarlandmuseum, Saarbrücken 2017[25]
- Villengarten am Relenberg, Wohnquartier, Stuttgart 2017[26]
- Mariendom Linz, Umbau Altarraum, mit Heimo Zobernig 2018[27]
- DAAD-Galerie, Berlin 2017[28]
- Herzog Anton Ulrich-Museum, Neupräsentation der Sammlung, Braunschweig 2016[29]
- Am Tannenhof, Baden-Baden, Wohnquartier (Wettbewerb 1. Preis, 2015)[30]
- Galerie Neu, Berlin 2015[31]
- MMK2 im Taunusturm, Museum für Moderne Kunst, Frankfurt am Main 2014
- Torstrasse Berlin, Neubau Wohnhaus, Berlin 2014[32]
- Karlstrasse 47, Neubau Wohn- und Geschäftshaus, München 2014[33]
- Joseph Pschorr Haus, Neubau Wohn- und Geschäftshaus, München 2014[34]
- Erweiterung Museum Berggruen, Berlin 2013[35]
- Kunstgewerbemuseum Berlin, Umbau und Neupräsentation der Sammlung, Berlin 2014[36]
- Chalet 7 – Gesundheitszentrum Wetzlgut, Neubau, Bad Gastein 2012[37]
- Skihütte Rossalm, Neubau, Bad Gastein 2010[38]
- Liebieghaus, Einrichtung Schaulager, Frankfurt 2009[39]
- Schloss Belvedere Wien, Verbindungsgang zur Orangerie, Wien 2009[40]
- Liebieghaus, Sammlungspräsentation, Frankfurt 2008[41]
- Candida Höfer Stiftung, Um- und Ausbau, Köln 2008[42]
- Gesundheitszentrum Wetzlgut, Neubau Hotel, Bad Gastein 2008[43]
- Julia Stoschek Collection, Sammlungspräsentation und Wohnnutzung, Düsseldorf 2007[44]
- Schloss Belvedere, Umbau Museum und denkmalgerechte Herrichtung, Wien 2007[45]
- Lauder Business School, Neubau und Erweiterung der Fachhochschule mit Internat, Hörsaal- und Mensapavillon, Wien 2006[46]
- Berlinische Galerie, Buchstabenfeld (Außenraum- und Foyergestaltung), Berlin 2004[47]
- Schirn Kunsthalle, Foyer und Leitsystem, Frankfurt 2002[48]
- Documenta11, Umbau Binding-Brauerei, Kassel 2002[49]

## Ausstellungsarchitektur (Auswahl)
- Vertigo – Op Art und eine Geschichte des Schwindels, mumok, Wien, 2019[50]
- Victor Vasarely. Im Labyrinth der Moderne, Städel Museum Frankfurt, 2018[51]
- Basquiat – Boom for Real, Schirn Kunsthalle Frankfurt 2018[52]
- It’s All Happening So Fast, CCA – Canadian Centre for Architecture, Montreal 2017[53]
- Imagine Moscow, Design Museum London 2017[54]
- Triennale Kleinplastik, Fellbach 2016[55]
- Painting 2.0 – Malerei im Informationszeitalter, Museum Brandhorst, München 2015 sowie mumok, Wien 2016[56]
- Harun Farocki. Eine Einstellung zur Arbeit, Haus der Kulturen der Welt, Berlin 2015[57]
- Experiments in Art and Technology, Museum der Moderne Salzburg, 2015[58]
- Das Bauhaus – Alles ist Design, Vitra Design Museum, Weil am Rhein 2015[59]
- Hollein, MAK – Museum für angewandte Kunst, Wien 2014[60]
- Hans Hollein: Alles ist Architektur, Museum Abteiberg, Mönchengladbach 2014[61]
- Leben mit Pop. Eine Reproduktion des Kapitalistischen Realismus, Kunsthalle Düsseldorf 2013[62]
- Mathias Poledna. La Biennale di Venezia, Venedig 2013[63]
- Giacometti. Die Spielfelder, Hamburger Kunsthalle, 2013
- Komuna Fundamento, La Biennale di Venezia, Venedig 2012[64]
- Jeff Koons. The Sculptor, Liebieghaus, Frankfurt 2012[65]
- VALIE EXPORT. Archiv, Kunsthaus Bregenz, 2011[66]
- The Global Contemporary. Kunstwelten nach 1989, ZKM Museum für neue Kunst, Karlsruhe 2011[67]
- Carlo Mollino. Maniera Moderna, Haus der Kunst, München 2011[68]
- Joseph Beuys. Parallelprozesse, Kunstsammlung Nordrhein-Westfalen, Düsseldorf 2010[69]
- 100 Years (Version #1, Düsseldorf), Julia Stoschek Collection, Düsseldorf 2009
- Candida Höfer. Projects: Done, Museum Morsbroich, Leverkusen 2009, Museo de Arte Contemporanea de Vigo, 2010[70]
- Manifesta7, ex Palazzo delle Poste, Trient 2008
- Die totale Aufklärung. Moskauer Konzeptkunst 1960–1990, Schirn Kunsthalle, Frankfurt 2008[71]
- Lucas Cranach d. Ä., Städel Museum, Frankfurt 2007[72]
- Insert 5 - Olaf Nicolai, Kunstverein Hamburg, 2007[73]
- Fokus 03: Konzept. Aktion. Sprache, mumok, Wien 2006[74]
- Henri Matisse. Figur Farbe Raum, K20, Kunstsammlung Nordrhein-Westfalen, Düsseldorf 2005
- Rodin Beuys, Schirn Kunsthalle, Frankfurt 2005
- Momentane Monumente, Berlinische Galerie 2005[75]
- Pop Reloaded. Michel Majerus, Museum für Gegenwart – Hamburger Bahnhof Berlin 2003
- Traumfabrik Kommunismus, Schirn Kunsthalle Frankfurt 2003[76]

## Wettbewerbserfolge und Auszeichnungen (Auswahl)
- Kellogg-Höfe, Überseeinsel Bremen, (2022, 1. preis ex aequo)[77]
- Canadian Architect Award of Excellence 2022[78]
- Bund Deutscher Architektinnen und Architekten, BDA-Architekturpreis „Nike“, (2022, Nike für Symbolik)[79]
- 2021: Finalist beim DAM Preis für Architektur in Deutschland 2021[80]
- Nominierung - Mies van der Rohe Award für Julia Stoschek Collection, Düsseldorf
- Nominierung - Mies van der Rohe Award für Joseph Pschorr Haus, München[81][82]
- Erich Mendelsohn Preis 2020, Gewinner Gold[83]
- Canadian Architect Award of Merit 2018[84]
- Church Sainte Gertrude, Etterbeek, mit Geert de Groote Architecten (2017, 1. Preis)
- Parochialkirche Berlin, Umbau (2015, 1. Preis)[85]
- Baumwollbörse Bremen, Erweiterung und Umbau (2015, 1. Preis)[86]
- Bet- und Lehrhaus (House of One) Petriplatz, Berlin-Mitte (2012, 1. Preis)[87]
- Hotel- und Kongresszentrum Giessereigelände, Ingolstadt (2012, 1. Preis)[88]
- Bauhaus Dessau, Temporärer Pavillon, Dessau (2012, 1. Preis)
- Besucherzentrum am Niederwalddenkmal, Rüdesheim am Rhein (2011, 1. Preis)[89]
- Museum der Weltkulturen, Frankfurt (2010, 1. Preis)[90]
- Areal Wintergartenstrasse Leipzig (2010, 1. Preis)[91]
- Hotel- und Bürogebäude Alexanderstraße Berlin (2009, 1. Preis)[92]
- Deutscher Kritikerpreis (2009)[93]
- Humboldt-Forum Berlin (2008, Sonderpreis)[94]

## Publikationen (Auswahl)
- Ein Jüdischer Garten in den Gärten der Welt Berlin, Berlin 2022, ISBN 978-3-86859-701-1.[95]
- Bauakademie Berlin, Raumgestaltung und Entwerfen TU Wien, Jovis Verlag Berlin 2021, ISBN 978-3-86859-701-1.[96]
- Saarlandmuseum – Moderne Galerie. Die Erweiterung / The Extension. Stiftung Saarländischer Kulturbesitz, Saarbrücken 2017, ISBN 978-3-932036-85-9.
- Kuehn Malvezzi. Mousse Publishing, Milano 2013, ISBN 978-88-6749-039-4.
- Typen. Ein Raumatlas. (Sonderausgabe Displayer). Ausstellungsdesign und kuratorische Praxis. Karlsruhe 2012, ISBN 978-3-930194-12-4.
- Displayer 03 HfG Karlsruhe, Ausstellungsdesign und kuratorische Praxis. Karlsruhe 2009, ISBN 978-3-930194-09-4.
- Candida Hoefer. Kuehn Malvezzi. Verlag Walther König, Köln 2009, ISBN 978-3-86560-637-2.
- Displayer 02 HfG Karlsruhe, Ausstellungsdesign und kuratorische Praxis. Karlsruhe 2008, ISBN 978-3-930194-07-0.
- Kuehn Malvezzi. Ausstellungskatalog Aedes West. Landesmuseum Berlinische Galerie, Berlin 2005, ISBN 3-937093-48-6.
- Michael S. Riedel: Kuehn Malvezzi, Ausstellungskatalog, Aedes West, Landesmuseum Berlinische Galerie Berlin. Revolver-Verlag, Frankfurt am Main 2005, ISBN 3-86588-111-4.
- Behles & Jochimsen, Oda Paelmke, Tobias Engelschall, Jessen + Vollenweider, Kuehn Malvezzi: Berlin shrink to fit. Ausstellungskatalog, Revolver, Frankfurt 2005, ISBN 3-86588-216-1.
- Friedrich Christian Flick Collection im Hamburger Bahnhof. Kuehn Malvezzi a Space for Contemporary Art. Junius Verlag, Hamburg 2004, ISBN 3-88506-552-5.